# Resolutie 1726 Veiligheidsraad Verenigde Naties
Resolutie 1726 van de Veiligheidsraad van de Verenigde Naties werd unaniem door de
VN-Veiligheidsraad aangenomen op 15 december 2006 en
verlengde de VN-vredesmacht in Ivoorkust tot 10 januari 2007.

## Achtergrond
In 2002 brak in Ivoorkust een burgeroorlog uit tussen de regering in het
christelijke zuiden en rebellen in het islamitische noorden van het land.
In 2003 leidden onderhandelingen tot de vorming van een regering van nationale eenheid en waren er
Franse en VN-troepen aanwezig. In 2004 zegden de rebellen hun
vertrouwen in de regering op en namen opnieuw de wapens op. Op 6 november kwamen bij Ivoriaanse
luchtaanvallen op de rebellen ook 9 Franse vredeshandhavers om. Nog die dag vernietigden de Fransen de gehele
Ivoriaanse luchtmacht, waarna ongeregeldheden uitbraken in de hoofdstad Abidjan.

## Inhoud

### Waarnemingen
De Veiligheidsraad was erg bezorgd om de aanhoudende crisis in Ivoorkust en de achteruitgang van de situatie
en de humanitaire gevolgen die daaraan vast hingen.

### Handelingen
De raad verlengde het mandaat van de UNOCI-vredesmacht en dat van de Franse troepen die deze macht
ondersteunden tot 10 januari 2007.

## Verwante resoluties
- Resolutie 1708 Veiligheidsraad Verenigde Naties
- Resolutie 1721 Veiligheidsraad Verenigde Naties
- Resolutie 1727 Veiligheidsraad Verenigde Naties
- Resolutie 1739 Veiligheidsraad Verenigde Naties (2007)

Lijst ·  1652 ·  1653 ·  1654 ·  1655 ·  1656 ·  1657 ·  1658 ·  1659 ·  1660 ·  1661 ·  1662 ·  1663 ·  1664 ·  1665 ·  1666 ·  1667 ·  1668 ·  1669 ·  1670 ·  1671 ·  1672 ·  1673 ·  1674 ·  1675 ·  1676 ·  1677 ·  1678 ·  1679 ·  1680 ·  1681 ·  1682 ·  1683 ·  1684 ·  1685 ·  1686 ·  1687 ·  1688 ·  1689 ·  1690 ·  1691 ·  1692 ·  1693 ·  1694 ·  1695 ·  1696 ·  1697 ·  1698 ·  1699 ·  1700 ·  1701 ·  1702 ·  1703 ·  1704 ·  1705 ·  1706 ·  1707 ·  1708 ·  1709 ·  1710 ·  1711 ·  1712 ·  1713 ·  1714 ·  1715 ·  1716 ·  1717 ·  1718 ·  1719 ·  1720 ·  1721 ·  1722 ·  1723 ·  1724 ·  1725 ·  1726 ·  1727 ·  1728 ·  1729 ·  1730 ·  1731 ·  1732 ·  1733 ·  1734 ·  1735 ·  1736 ·  1737 ·  1738